# NES Max
El NES Max es un gamepad lanzado en 1988 para la videoconsola Nintendo Entertainment System (NES). Al igual que muchos controladores posteriores como los de PlayStation y Nintendo 64, el NES Max se extiende en los extremos. Posee los botones básicos del control usual de la consola NES, aunque con dos botones adicionales de turbo. El control tradicional es de color gris, rojo y negro, aunque existe otro donde la base es de color negro.
Se le considera un modelo sofisticado para la época en que fue lanzado, y el sistema de «disco deslizante» se le conocía como «cycloid directional».
El número de registro del mando NES Max es 027a.
Con el aumento y desarrollo de la tecnología, es posible que el gamepad NES Max se pueda utilizar para controlar computadoras personales por medio de un software diseñado para cumplir la función. Este tipo de manejos también se puede ejecutar por medio de otros controles.

## Características
La NES Max cuenta con botones turbo A y B, además de los botones de acción estándar. No hay ajuste alguno cuando se accionan los botones turbo, por lo que este diseño no es tan completo como el control NES Advantage, lanzado en 1987 y que permite el ajuste de los botones turbo, uno de los mejores controladores de la época. En orden cronológico, el NES Max sustituye a la popular cruceta o Pad Direccional encontrado en los mandos tradicionales de NES y es el sustituto de la NES Advantage. Para este caso, el control es más tradicional, debido a que la parte circular está rodeada por un disco deslizante que se puede mover en ocho direcciones.

### Diseño
El NES Max es más angosto que un controlador básico de NES y es ligeramente más delgado. A diferencia del controlador estándar, la NES Max se extiende en los extremos para permitir un mejor control, pero es muy incómodo. El número de registro del accesorio NES Max es 027a.